# Casa de la Fotografía de Moscú

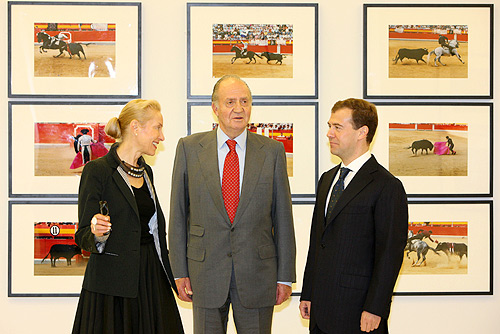
Vista parcial de la exposición sobre España realizada en 2008.

El Casa de la Fotografía de Moscú (en ruso: Московский дом фотографии) es un museo estatal de fotografía que acostumbra realizar exposiciones en el Manège de Moscú y dispone de una amplia colección de obras maestras de fotógrafos rusos.
La creación del museo se produjo en 1996 a partir de un proyecto iniciado dos años antes con motivo de la celebración del primer «Mes internacional de la Fotografía». Su concepción como institución cultural es similar a la de la Casa Europea de la Fotografía con la que mantiene amplia colaboración. Su sede se encuentra en la calle Ostozhenka pero acostumbra realizar importantes exposiciones en las salas del Manezh. Un ejemplo fue la exposición realizada en 2008 titulada «España en el objetivo de los fotógrafos rusos».
Entre los autores que disponen de una muestra significativa de su trabajo fotográfico se encuentran Alexander Grinberg, Max Penson, Alexander Rodchenko o Dmitri Baltermants, pero también se pueden encontrar obras de fotógrafos contemporáneos y noveles.
También dispone de una biblioteca especializada y desarrolla proyectos de investigación y difusión de la fotografía. Desde 2003 recibe el nombre de «Centro de arte multimedia». Una de sus actividades didácticas es la «Escuela de fotografía y multimedia Alexander Rodchenko» fundada en 2006.